# Oxe (zodiak)
Oxen är det andra djuret av de tolv zodiakdjuren inom Kinesisk astrologi.  De tolv djuren omfattar varsitt år, när tolv år har gått börjar cykeln om.

## Åren och de fem elementen
Personer som är födda inom dessa datum är födda "i oxens år", men de har även följande elementtecken:
- 19 februari 1901 - 7 februari 1902: Metalloxe
- 6 februari 1913 - 25 januari 1914: Vattenoxe
- 25 januari 1925 - 12 februari 1926: Träoxe
- 11 februari 1937 - 30 januari 1938: Eldoxe
- 29 januari 1949 - 16 februari 1950: Jordoxe
- 15 februari 1961 - 4 februari 1962: Metalloxe
- 3 februari 1973 - 22 januari 1974: Vattenoxe
- 20 februari 1985 - 8 februari 1986: Träoxe
- 7 februari 1997 - 28 januari 1998: Eldoxe
- 26 januari 2009 - 14 februari 2010: Jordoxe
- 12 februari 2021 – 31 januari 2022: Metalloxe
- 31 januari 2033 – 18 februari 2034: Vattenoxe

## Oxens egenskaper
Oxar är mjuka, fredsälskande och fysiskt mycket starka. De är konservativa, oberoende och respekterar andra för vad de är. De kan verka oromantiska men hyser mycket kärlek för ett fåtal utvalda. Oxar är envisa och tålmodiga, agerar efter övervägda beslut och gillar ej förändringar. Deras envishet får dem att verka buttra och tröga och de ber aldrig om hjälp, även det skulle behövas stundtals. 
Oxar är extremt hängivna och når framgång genom eget hårt arbete och tar inga genvägar. De tar sällan risker utan satsar på långsiktiga investeringar som är mer trygga. Oxar innehar ofta positioner som är ansvarsfyllda och de gräver lätt ned sig i sitt arbete. Ofta är de mycket bra ledare då de är lojala, trygga och förhastar sig inte i svårare situationer. Men Oxar är även temperamentsfulla och kan tappa humöret totalt och ta till våld om så krävs. Håll undan tills Oxen lugnat ner sig! Oxar glömmer heller sällan en tjänst eller en otjänst. 
Oxen har även en mjukare sida och är mycket måna om familjen och sitt hem. Stabilitet och lojalitet är honnörsord i en relation. Oxar anses inte vara romantiska och har svårt att bemästra kärlekens spel. De är inte spontana och tar mycket lång tid på sig att skapa en intim relation, men väl där så är de för evigt trogna. 
Oxen passar bäst med tuppen, råttan och ormen. Oxen passar mindre bra med fåret och tigern.